# Casa Blanca, Novi Meksiko
Casa Blanca je naseljeno neuključeno područje u okrugu Ciboli u američkoj saveznoj državi Novom Meksiku. 
Ime je prikupio Američki geološki zavod između 1976. i 1981. u prvoj fazi prikupljenja zemljopisnih imena, a Informacijski sustav zemljopisnih imena (Geographic Names Information System) ga je unio u popis 13. studenoga 1980. godine.

## Zemljopis
Nalazi se na 35°2′44″N 107°28′17″W / 35.04556°N 107.47139°W Dio je popisom određenog mjesta Parajea. 

## Promet
Nalazi se na Državnoj cesti Novog Meksika br. 23, 36,4 km istočno-jugoistočno od Grantsa. 
U Casa Blanci se nalazi poštanski ured ZIP koda 87007. Radi od 22. rujna 1905. godine.